# Sphegina lobulifera
Sphegina lobulifera är en tvåvingeart som beskrevs av Malloch 1922. Sphegina lobulifera ingår i släktet midjeblomflugor, och familjen blomflugor. Inga underarter finns listade i Catalogue of Life.